# Džavišgar
Džavišgar je bil po trditvah arabskega pisca in popotnika iz 10. stoletja Ahmeda ibn Fadlana hazarski uradnik, ki je bil podrejen kagan beku. Ibn Fadlan njegovih pristojnosti ni opisal. 
Ameriški orientalist  Douglas M. Dunlop predpostavlja, da njegov naziv izhaja iz naziva »čavuš Ujghur«, ki pomeni »maršal Ujgurov«. Mnogo strokovnjakov se z njegovo predpostavko ne strinja.